# 6 tháng 1
Ngày 6 tháng 1 là ngày thứ 6 trong lịch Gregory. Còn 359 ngày trong năm (360 ngày trong năm nhuận).

## Sự kiện
- 1066 – Harold Godwinson đăng quang quốc vương của Vương quốc Anh, ông là quốc vương Anglo-Saxon cuối cùng của Anh.
- 1355 – Karl IV của Bohemia cùng với Thiết vương của Lombardy đăng quang quốc vương của Ý tại Milano.
- 1449 – Konstantinos XI đăng quang hoàng đế của Đế quốc Đông La Mã tại Mystras thuộc Hy Lạp ngày nay.
- 1907 – Maria Montessori mở trường học và trung tâm giữ trẻ đầu tiên của bà dành cho giai cấp công nhân tại Roma, Ý.
- 1912 – Nhà địa vật lý học người Đức Alfred Wegener lần đầu tiên đưa ra thuyết Trôi dạt lục địa của ông.
- 1912 – New Mexico được nhận làm tiểu bang thứ 47 của Hoa Kỳ.
- 1929 – Mẹ Teresa đến Calcutta, bắt đầu các hoạt động thiện nguyện đối với những người nghèo khổ và ốm đau tại Ấn Độ thuộc Anh.
- 1930
  - Hành trình đầu tiên bằng ô tô động cơ diesel hoàn thành, hành trình kéo dài từ thành phố Indianapolis đến thành phố New York của Hoa Kỳ.
  - Nguyễn Ái Quốc triệu tập cuộc họp các đại biểu cộng sản Việt Nam tại Hồng Kông thuộc Anh Quốc.
- 1931 – Thomas Edison đệ trình đơn xin bằng sáng chế cuối cùng của ông.
- 1932 – Joseph Lyons trở thành Thủ tướng thứ 10 của Úc, kế nhiệm James Scullin.
- 1946 – Việt Nam Dân Chủ Cộng Hòa tiến hành cuộc bầu cử Quốc hội lần đầu tiên trên quy mô toàn quốc.
- 1950 – Anh Quốc công nhận Cộng hòa Nhân dân Trung Hoa. Chính phủ Trung Hoa Dân Quốc đáp lại bằng việc đoạn tuyệt quan hệ ngoại giao với Anh Quốc.
- 1974 – Đối phó với cuộc khủng hoảng dầu mỏ, quy ước giờ mùa hè bắt đầu sớm trước gần bốn tháng tại Hoa Kỳ.
- 1992 – Tổng thống Gruzia Zviad Gamsakhurdia đào thoát khỏi quốc gia do xảy ra đảo chính quân sự.
- 2015 – Kênh Truyền hình Quốc hội Việt Nam phát sóng lần đầu tiên[1].
- 2020 – Cầu thủ bóng đá người Ý Daniele De Rossi thông báo giải nghệ vì lý do gia đình.

## Sinh
- 1412 – Jeanne d'Arc, anh hùng dân gian Pháp (m.1431)
- 1561 – Thomas Fincke, nhà toán học, nhà vật lý học người Đan Mạch (m. 1656)
- 1655 – Jacob Bernoulli, nhà toán học người Thụy Sĩ, tức 27 Tháng 12 năm 1654 theo lịch Julius (m. 1705)
- 1776 – Ferdinand von Schill, tướng lĩnh người Phổ (m. 1809)
- 1815 – Hugo von Kottwitz, tướng lĩnh người Phổ (m. 1897)
- 1832 – Gustave Doré, họa sĩ người Pháp (m. 1883)
- 1838 – Max Bruch, nhà soạn, nhạc trưởng người Đức (m. 1920)
- 1850 – Eduard Bernstein, chính trị gia người Đức (m. 1932)
- 1865 – Nikola Zhekov, tướng lĩnh người Bulgaria (m. 1949)
- 1872 – Alexander Scriabin, nhà soạn nhạc, nghệ sĩ dương cầm người Nga, tức 25 tháng 12 năm 1871 theo lịch Julius (m. 1915)
- 1878 – Carl Sandburg, thi nhân và sử gia người Mỹ (m. 1967)
- 1891 – Đới Quý Đào, chính trị gia người Trung Quốc, tức 26 tháng 11 năm Canh Dần (m. 1949)
- 1912 – Trần Nam Trung, tướng lĩnh người Việt Nam (m. 2009)
- 1913 – Loretta Young, diễn viên người Mỹ (m. 2000)
- 1915 – Nguyễn Đổng Chi, giáo sư, nhà người cứu văn hóa người Việt Nam (m. 1984)
- 1921 – Wolfgang Lotz, điệp viên người Đức-Israel (m. 1993)
- 1923 – Jacobo Timerman, nhà báo, tác gia người Argentina (m. 1999)
- 1926 – Kim Dae-jung, chính trị gia người Hàn Quốc, tổng thống của Hàn Quốc, đoạt Giải Nobel (m. 2009)
- 1944 – Lê Hiếu Đằng, nhà hoạt động chính trị người Việt Nam (m. 2014)
- 1946 – Syd Barrett, ca sĩ-người viết ca khúc, tay chơi guitar người Anh (m. 2006)
- 1955 – Rowan Atkinson, diễn viên hài người Anh
- 1956 – Justin Welby, tổng giám mục người Anh
- 1970 – Okamoto Lynn, mangaka người Nhật Bản
- 1982 - Kim Hiền, diễn viên người Việt Nam
- 1988 – Thích Tiểu Long, diễn viên và võ sĩ người Trung Quốc
- 1989 – Andy Carroll, cầu thủ bóng đá người Anh
- 1994 – Im Jaebum, nhóm trưởng và ca sĩ hát chính nhóm GOT7 và JJ Project, người Hàn Quốc
- 2000
  - Kwon Eun-bin, ca sĩ Hàn Quốc, thành viên nhóm nhạc CLC
  - Diệp Thư Hoa, ca sĩ thần tượng người Đài Loan hiện đang hoạt động tại Hàn Quốc, thành viên nhóm nhạc (G)I-DLE
- 2003 – MattyBraps, rapper người Mỹ

## Mất
- 1693 – Mehmed IV, sultan của Đế quốc Ottoman (s. 1642)
- 1786 – Pierre Poivre, nhà truyền giáo người Pháp (s. 1719)
- 1852 – Louis Braille, nhà giáo dục người Pháp, phát minh Chữ Braille (s. 1809)
- 1884 – Gregor Johann Mendel, nhà di truyền học người Áo (s. 1822)
- 1918 – Georg Cantor, nhà toán học người Đức (s. 1845)
- 1919 – Theodore Roosevelt, tổng thống thứ 26 của Hoa Kỳ (s. 1858)
- 1942 – Aleksandr Belyaev, nhà văn người Liên Xô (s. 1884)
- 1945 – Edith Frank-Holländer, mẹ của Anne Frank (s. 1900)
- 1972 – Trần Nghị, tướng lĩnh và chính trị gia người Trung Quốc (s. 1901)
- 1981 – A.J. Cronin, tiểu thuyết gia và thầy thuốc người Anh Quốc (s. 1896)
- 1988 – Hải Linh, nhạc sĩ người Việt Nam (s. 1920)
- 1990 – Pavel Alekseyevich Čerenkov, nhà vật lý học người Nga, đoạt giải Nobel (s. 1904)
- 2006
  - Hugh Thompson, phi công người Mỹ (s. 1943)
  - Chỉ huy Ramona, thủ lĩnh phiến quân người Mexico
- 2008 – Nhạc sĩ Châu Kỳ (s. 1923)
- 2011 – Vàng Pao, tướng lĩnh người H'Mông (s. 1929)

## Ngày lễ và kỷ niệm
- Lễ Hiển Linh (tên cũ: Lễ Ba vua) của Kitô giáo